# Дімітрі Пачкорія
Дімітрі Пачкорія (нар. 7 грудня 1991) — український футболіст грузинського  походження, атакувальний півзахисник.

## Життєпис
Народився в Грузії. Вихованець скромного тбіліського клубу «Олімпі», перші тренери — Шота Чеїшвілі та Емзар Шонія. На батьківщині грав за нижчолігові клуби «Олімпі-2» (Руставі) та «Байя-2» (Зугдіді).
Згодом переїхав до України. Виступав в аматорському колективі «Скала-2» (Моршин). Проте вже незабаром талановитого флангового гравця перевели до першої команди. У футболці стрийського клубу дебютував 13 серпня 2011 року в програному (0:2) поєдинку 4-го туру групи А Другої ліги проти новокаховської «Енергії». Дімітрі вийшов на поле на 63-й хвилині, замінивши Богдана Скоцького. Дебютним голом за «Скалу» відзначився 15 травня 2013 року на 39-й хвилині програного (2:4)  домашнього поєдинку 1-го туру групи А Другої ліги проти чернігівської «Десни». Пачкорія вийшов на поле в стартовому складі та відіграв увесь матч. У футболці стрийського колективу відіграв 3 сезони, за цей час у Другій лізі провів 52 матчі,в яктх відзначився 2-ма голами.
У липні 2014 року повернувся до Грузії, де підссилив батумське «Динамо». За нову команду дебютував 19 серпня 2014 року в переможному (5:8) домашньому поєдинку кубку Грузії проти чиатурського «Магароелі». Пачкорія вийшов на поле на 64-й хвилині, замінивши Міхеїла Какаладзе. У вересні та жовтні 2014 року по одному разу потрапляв до заявки на матч Ліги Еровнулі, але на поле не виходув. Дебютував у вищому дивізіоні грузинського чемпіонату 6 листопада 2014 року в переможному (1:0) виїзному поєдинку 12-го туру проти тбіліського «Динамо». Дімітрі вийшов на поле на 65-й хвилині, замігивши Валеріана Тевторадзе. Загалом у першій частині сезону 2014/15 років за батумський колектив зіграв 1 матч у чемпіонаті країни та 2 поєдинки в національному кубку.
Взимку 2015 року перейшов у «Зугдіді». За нову команду дебютував 28 лютого 2015 року в переможному (1:0) виїзному поєдинку 20-го туру Ліги Еровнулі 2 проти «Мачахели». Дімітрі вийшов на поле на 79-й хвилині, замінивши Автанділа Багашвілі. У команді провів другу половину сезону 2014/15 років та першу частину сезону 2015/16 років, за цей час у першій команді провів 9 матчів, ще два поєдинки зіграв за другу команду.
У 2017 році підсилив «Воркуту» (Торонто) з Канадської футбольної ліги. У своїму дебютному сезоні допоміг команді виграти регулярну частинчемпіонату.